# Robert Jonquet

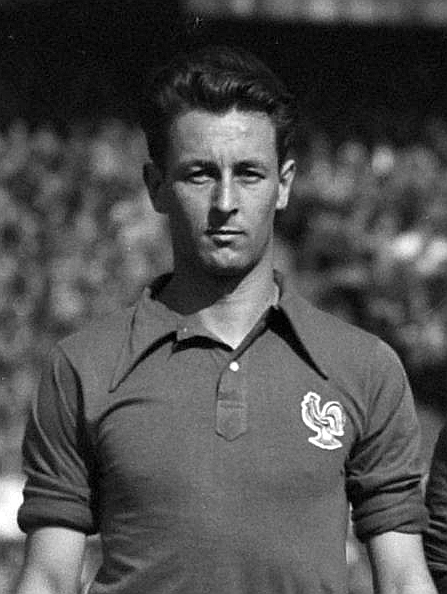
Robert Jonquet im Jahr 1949

Robert Jonquet (* 3. Mai 1925 in Paris; † 18. Dezember 2008 in Reims) war ein französischer Fußballspieler und -trainer.

## Die Vereinskarriere

### 1942–1956
Der Sohn eines Friseurs spielte in seiner Jugend in Châtenay-Malabry im südlichen Pariser Umland, danach für die Société Sportive Voltaire de Paris. 1942, mitten im Zweiten Weltkrieg, kam er zu Stade de Reims, wo er schon als 17-Jähriger erste Einsätze in der Herrenelf bestritt. Ab 1945 trat er dann auch im offiziellen Meisterschaftsbetrieb der Division 1 an, gehörte sehr bald zur Stammformation und wurde im Frühjahr 1947 auch zum ersten Mal in die Nationalelf berufen. Seine Spielposition füllte der 1,76 m große und eher schmächtige Mittelläufer mit Eleganz und Technik aus, war weniger der zentrale Zerstörer, der damals dem typischen Bild des Spielers mit der Rückennummer 5 entsprach. Hätte es die Rolle des Libero schon gegeben, sie wäre Jonquet auf den Leib geschneidert gewesen.
In der Spielzeit 1948/49 folgte der erste Gewinn der französischen Meisterschaft, 1950 des französischen Pokals, 1953 seines zweiten Meistertitels und der Coupe Latine. Im Jahr darauf nahm er mit Les Bleus an seiner ersten Weltmeisterschaftsendrunde in der Schweiz teil, 1955 wurde er erneut Landesmeister, erstmals Gewinner des französischen Supercups, war Finalist in der Coupe Latine und erreichte mit Stade Reims das Endspiel im neu geschaffenen Europapokal der Landesmeister, das 1956 gegen Real Madrid allerdings 3:4 verloren ging. Zwei weitere Höhepunkte dieser Jahre fanden ebenfalls auf internationalem Parkett statt: im Oktober 1951 trotzte Frankreich in London der englischen Elf (mit Alf Ramsey und Billy Wright) vor allem dank eines überragenden Robert Jonquet ein 2:2 ab, dem am nächsten Morgen die Zeitungsschlagzeile „The Hero of Highbury“ gewidmet war. Und 1955 gehörte dieser Held zur Europa-Auswahl, die England bezwingen konnte; solche Auswahlspiele hatten zwar nur Freundschaftscharakter, waren bis in die 1960er Jahre aber fußballerische Feier- und Zahltage.

### Zentraler Spieler in einer der besten Mannschaften Europas
Die Aufzählung von Robert Jonquets Mitspielern bei Reims liest sich wie ein Who's Who des französischen Fußballs der 1950er Jahre: zwischen Torwart (Paul Sinibaldi, dann Dominique Colonna) und hochkarätigen Offensivkräften (Raymond Kopa, Albert Batteux, Michel Hidalgo, Léon Glovacki, Jean Vincent, Just Fontaine, Roger Piantoni, René Bliard) standen sichere Defensivspieler wie Roger Marche, Armand Penverne, Michel Leblond, Jean Wendling – und eben über ein Jahrzehnt auch „Bob“ Jonquet, der zudem als einziger Spieler in sämtlichen vier Finalbegegnungen auf dem Platz stand, die sein Verein in europäischen Wettbewerben bestritt. Albert Batteux übrigens begleitete und unterstützte Jonquets Karriere gleich dreifach: als Mitspieler (bis 1950), als Vereinstrainer (1950–1959) und als Trainer der Nationalelf (ab 1955).

### 1957–1961
Die Spielzeit 1957/58 hielt für Jonquet weitere Titel, aber auch seine wohl schwärzeste Stunde bereit. Mit Reims gewann er das französische Double aus Meisterschaft und Pokal, wurde zudem erneut Supercupgewinner seines Landes. Außerdem nahm er an seiner zweiten Fußballweltmeisterschaft teil, die mit Frankreichs bis dahin bestem Abschneiden bei einer WM endete: in Schweden wurden Les Bleus Dritte. Allerdings verhinderte sein Malheur im Halbfinale (siehe unten) Jonquets Mitwirken im Spiel um Platz 3 (6:3 gegen Deutschland).
Nach dem zweiten Europapokalfinale gegen Real Madrid (1959, 0:2) kehrte der große Raymond Kopa von den Madrilenen zu den Rémois zurück – und prompt gewann Jonquet 1960 seine fünfte französische Meisterschaft und den dritten Supercup. In diesem Sommer beendete der inzwischen 35-jährige seine Karriere in der Nationalelf und wechselte zu Racing Strasbourg in die zweite Liga, das mit ihm 1961 den Aufstieg in die Division 1 schaffte; das war sein letzter Erfolg als Spieler.

## Der Nationalspieler
Zwischen April 1948 und Juli 1960 spielte Robert Jonquet insgesamt 58-mal in der Équipe Tricolore und war in neun Länderspielen auch deren Mannschaftskapitän. Außerdem wurde er in einem inoffiziellen Länderspiel, dem Watersnoodwedstrijd gegen niederländische Berufsfußballer am 12. März 1953, eingesetzt. Er nahm an den Weltmeisterschafts-Endrunden 1954 (ein Einsatz) und 1958 (fünf Einsätze) teil. In Schweden prallte er im Halbfinale gegen Brasilien nach 30 Minuten mit deren Mittelstürmer Vavá zusammen, konnte sich danach kaum noch bewegen, biss aber die Zähne zusammen. In der Halbzeitpause – Auswechslungen waren damals noch nicht erlaubt – injizierte ihm der Mannschaftsarzt eine schmerzstillende Spritze, und Jonquet stand in der 2. Halbzeit mehr oder weniger nutzlos am rechten Flügel herum. Nach Spielende stellte sich heraus, dass er sich das Schienbein gebrochen hatte. Gut vier Monate später stand er wieder in der Nationalmannschaft.
Seinen internationalen Abschied gab er bei der für Frankreich enttäuschenden Endrunde der Fußball-Europameisterschaft 1960 im Spiel um den dritten Platz (0:2 im Stade Vélodrome von Marseille gegen die CSSR).

## Leben nach der Zeit als Aktiver
Robert Jonquet wechselte vom Spielfeld auf die Trainerbank – anfangs als Spielertrainer – im Straßburger Stade de la Meinau (1961 bis 1964), danach auch bei Stade Reims (1964 bis April 1967), mit dem er 1966 in die erste Liga zurückkehrte, wenige Wochen vor Saisonende dann aber entlassen wurde. Anschließend trainierte er einen kleinen Vorortverein und in der Saison 1980/81 noch einmal Stade Reims. Beruflich vertrieb er Artikel für die Champagnerproduktion; auch privat ist Reims sein Lebensmittelpunkt geblieben. Mit dem heutigen Fußball und den darin gezahlten Summen kann Jonquet sich nicht mehr so recht anfreunden. Zur Einweihung einer nach ihm benannten Tribüne im neuen Reimser Stade Auguste-Delaune Ende Februar 2008 konnte er aus gesundheitlichen Gründen nicht mehr persönlich kommen. „Bob“ starb kurz vor Weihnachten 2008 in Reims.

## Jonquets Laufbahn im Überblick

### Stationen
- SS Voltaire Paris
- Stade de Reims (1942–1960, 502 Einsätze in der D1 seit 1945)
- Racing Club Strasbourg (1960–1962, davon 1960/61 in D2)
- Trainer bei RC Strasbourg
- Trainer bei Stade de Reims

### Palmarès
- Französischer Meister: 1949, 1953, 1955, 1958, 1960 (und Vizemeister 1947 bzw. 1954, außerdem je dreimal Dritter und Vierter der D1; lediglich 1956 nur Platz 10 für Reims)
- Französischer Pokalsieger: 1950, 1958
- Gewinner der Coupe Charles Drago: 1954
- Gewinner des französischen Supercups (Trophée des champions): 1955, 1958, 1960
- Europapokale: Finalist im Landesmeisterwettbewerb 1956 und 1959, Gewinner der Coupe Latine 1953 (und Finalist 1955)
- 58 A-Länderspiele, dabei neunmal Spielführer
- 521 Spiele in der D1, damit Rang 12 in der Liste der französischen Rekordspieler